# Parc animalier de La Barben
 (mars 2024).
 (mars 2024).
 (juin 2024).
Si vous disposez d'ouvrages ou d'articles de référence ou si vous connaissez des sites web de qualité traitant du thème abordé ici, merci de compléter l'article en donnant les références utiles à sa vérifiabilité et en les liant à la section « Notes et références ».
Le parc animalier de La Barben — dénommé Zoo de La Barben jusqu'à l'été 2021 — est un parc zoologique français situé dans les Bouches-du-Rhône, entre Salon-de-Provence et Aix-en-Provence, dans la petite commune de La Barben. C'est le zoo le plus proche de la ville de Marseille.
Fondé en 1971 par André Pons, propriétaire du château de La Barben, le parc présente plus de 700 animaux de 130 espèces sur 33 hectares, dans un cadre de végétation méditerranéenne.
Il affirme être fréquenté par environ 300 000 visiteurs chaque année. En 2024, il a reçu 315 000 visiteurs[source insuffisante].

## Espèces présentées
Le parc présente plus de 700 animaux de 130 espèces[source secondaire souhaitée].

## Conservation de la nature

### La protection des espèces hors de leur milieu naturel (conservation ex situ)
Le maintien et la reproduction de populations sauvages en parcs zoologiques permet d’assurer leur sauvegarde, et si nécessaire de les réintroduire dans leur milieu naturel. Dans cet objectif, deux types de programmes sont mis en place : 
- les EEP, programmes d’élevage européens : ils concernent les espèces les plus menacées. Un coordinateur suit de manière rigoureuse tous les représentants d’une espèce présents dans les zoos européens, conseille les parcs afin d’apporter les meilleurs soins aux animaux, et décide des échanges d’animaux entre les institutions, afin d’éviter toute consanguinité ;
- les ESB, studbook (livres d’élevage) européens : ils concernent des espèces moins menacées. Toutes les informations sur la population européenne de l’espèce y sont regroupées, afin d’avoir toutes les données nécessaires lors d’un éventuel passage de l’espèce en EEP.

Le parc animalier de La Barben contribue activement à la protection animale en s'engageant dans les programmes européens d'élevage (EEP) (une dizaine d'espèces sont concernés : girafes du Niger, tapirs terrestres, rhinocéros blanc, tamarin de Goeldi, ânes sauvage de Somalie...) ainsi qu'une dizaine d’ESB tels que ours brun, maki catta, chimpanzés..., l'un des buts étant la réintroduction dans la nature d'espèces menacées.

### La protection des espèces dans leur milieu naturel (conservation in situ)
Le parc soutient des programmes de protection des espèces, en apportant une aide technique (apport de connaissances, relais auprès du public et de partenaires…) et/ou financière. 
Ainsi, il s’implique à différents niveaux : 
- le zoo soutient financièrement des projets de protection des animaux :
  - les tapirs de Guyane française (association Kwata),
  - les éléphants au Burkina Faso (association Des Eléphants et des Hommes),
  - les girafes du Niger (l’ASGN),
  - les gibbons d'Indonésie (association Kalaweit),
  - les rhinocéros d’Afrique (Save The Rhino) ;
- le parc est aussi un relais de leurs actions auprès du public.
- le parc a créé l’association Ecofaune afin de soutenir et accompagner des projets pour la protection de la biodiversité.
- le zoo est membre de l’association CEPA : Conservatoire des espèces et des populations animales.

### Réseau
Le parc animalier est membre de l'association nationale des parcs et jardins zoologiques privés, de l'Association européenne des zoos et aquariums (AEZA) et du Syndicat national des directeurs de parcs zoologiques (SNDPZ).

## Installations
- 1991 : création d'un centre d'élevage pour rhinocéros blanc du Sud, constitué d’un vaste bâtiment divisé en plusieurs loges respectives et d’un vaste enclos extérieur de 1 hectare (10 000 m2) soit le plus grand enclos du parc. Différents panneaux d'information sur les rhinocéros sont proposés sur le sentier qui longe l'installation. La plaine est de type rocailleuse-désertique si l’on excepte la présence de quelques pins apportant de l’ombre aux animaux et est entouré d’un petit muret et d’un fossé servant de simple séparation entre le public et les animaux.
- 1994 : création de l'installation des girafes du Niger. Le groupe reproducteur composé de 6 individus disposent d'un vaste bâtiment et deux enclos extérieur, l’un sableux et l’autre herbeux, séparés du public par de gros rochers et de larges rambardes en bois. Quelques conifères et une haute construction en bois permettent aux animaux de se protéger du soleil durant l'été. Des naissances sont régulièrement enregistrées au sein du groupe présent.
- 2000 : création de l'installation des tigres, avec une conception unique, accolé à une paroi rocheuse culminant à plus de 10 mètres de hauteur. L'enclos est entouré de hautes grilles et offre ainsi l’opportunité aux félins d’évoluer de promontoire en promontoire pour atteindre le haut de la falaise, où leur observation au milieu des rochers et des arbustes est alors particulièrement singulière. Une petite cascade se jette dans un bassin creusé au bas de l’enclos, visible à travers de larges baies vitrées permettant leur observation sous-marine, un fait unique en France. Il est possible d'observer les fauves du bas de la paroi, mais aussi à partir des hauteurs (accessibles depuis un escalier), ce qui donne une vue d'ensemble sur l'installation.
- 2000 : création d'un grand enclos herbeux et grillagé pour la présentation des loup à crinières, aménagé sous un couvert végétal offrant de nombreux lieux où se dissimuler du public.
- 2000 : rénovation partielle de l'installation des éléphants d'Asie, l'enclos est composé d'un bâtiment intérieur et d'un enclos extérieur séparé des visiteurs par un fossé sec. Un bassin, des rochers et un tronc d'arbre agrémentent la structure extérieure. Un programme d’enrichissement a été élaboré afin d’améliorer le quotidien des animaux (tas de sable, foin accroché dans une boule en fer…). Actuellement et par suite de problèmes de cohabitation, il ne reste qu'une seule éléphante.
- 2001 : principale nouveauté de l’année 2001, l’enclos du couple de lions d’Afrique nommés Anibal et Mathieu et les nouveaux Simba et Moufasa arrivés en mars 2011, tandis qu'Igor s'est envolé  le 30 juin 2011. Aménagé sur une vaste surface herbeuse de 2 000 m2, parsemée de massifs rocailleux et de troncs nus, il comprend une partie découverte et une zone aménagée à l’ombre des arbres voisins où ils ont la possibilité de se soustraire lors des trop fortes chaleurs. Un bâtiment contenant plusieurs loges est accolé à ce dernier. Plusieurs naissances ont été enregistrées, la première depuis l’arrivée du couple datant de novembre 2002.
- 2002 : la nouvelle volière des vautours, à proximité d’un sous-bois, afin d’améliorer la collection aviaire du Zoo et de présenter au public 2 des plus grands prédateurs du ciel grâce à une présentation en semi-liberté. Le public est ainsi invité à pénétrer dans cet espace unique aménagé au milieu des rochers, des arbustes locaux et des troncs morts mis à la disposition des oiseaux, et y découvrir un groupe de 4 vautours africains cohabitant avec un vautour fauve et des milan noirs évoluant en totale liberté. Le volume et les dimensions (25 × 32 mètres) offerts aux animaux qui la peuplent leur permettent de larges possibilités d’évolution. À noter qu’il y a un spectacle de rapaces au Zoo depuis 2011.
- 2002 : rénovation du vaste enclos des loup gris, les clôtures ont été rénovées et des baies vitrées ont été ajoutées ainsi que deux postes d'observation privilégiée ont été créés. L'enclos est de grande taille et aménagé, de bosquets et d’un massif rocailleux. Il est occupé par une meute de 5 individus.
- 2003 : nouvelle installation du léopard de Perse, il s'agit d'un grand enclos vitré sur deux côtés et garni d’un bassin, de massifs buissonneux où il a la possibilité de se cacher, et d’une plate-forme en bois. L'observation directe de l'animal est ainsi privilégiée. L’individu, hébergé seul au parc, est un mâle prénommé Frédéric.
- 2003 : création de deux petites structures aménagées derrière l’enclos des rhinocéros complète la plaine africaine offerte aux visiteurs, avec la présence des deux petits carnivores que sont les suricates et les fennecs. Deux enclos vitrés sableux agrémentés de petites plantes grasses et de rochers, couplés de bâtiments vitrés, leur ont été offerts.
- 2004 : installation des lynxs d'Europe, il s'agit d'un grand enclos vitrée sur deux côtés, il leur offre un très bel espace, qui, grâce à la présence d’arbres et de rochers, sont difficilement observables malgré la présence de deux points d’observations vitrés. Une maison abritant les logements de nuit relient l'enclos.
- 2005 : création de 4 volières, pour la présentation de 4 espèces de petits mammifères sud-américains. De taille relativement réduite, leur aménagement est en revanche développé et l’ajout d’une légère végétation, de structures d’escalade et la présence d’un substrat naturel permet aux animaux de se dissimuler facilement du regard du public. Elles abritent de rares binturongs, des coatis à queue annelée, un mâle ocelot baptisé « Zébulon », âgé de 7 ans et saisi par la douane chez un particulier en début d’année 2005 et des saïmiris à tête noire arrivés durant l’hiver 2008–2009.
- 2006 : une nouvelle installation, accolée à une paroi rocheuse a été totalement restructurée pour des oiseaux exotiques. Des branchages faisant office de perchoirs ont ainsi été aménagés pour l’accueil de perroquets gris du Gabon, de deux amazone à front bleu et de perruches d’Alexandra, tandis que la partie terrestre de la volière, reconfigurée grâce à l’ajout de rochers et de troncs nus, est aujourd’hui occupée par des porcs-épics à crête offrant une cohabitation singulière entre deux ordres animaliers différents.
- 2006-2007 : la nouvelle installation des ours bruns, autrefois confinés dans leur cage exiguë durant 10 ans, la nouvelle installation et plus adaptée à leurs besoins vitaux. Les deux animaux y découvrirent alors un espace à la surface 3 fois plus importante qu’auparavant, aménagé tout en longueur face à une pente abrupte agrémentée de gros rochers à laquelle ils ont entièrement accès, leur permettant d’évoluer sur plusieurs biotopes et niveaux différents. Une tanière artificielle aménagée entre ces massifs rocailleux à proximité d’une petite cascade leur permet de se dissimuler facilement du regard des visiteurs. L’observation du public a d’ailleurs été facilitée grâce à l’ajout de discrètes baies vitrées tandis qu’une vision sub-aquatique offre l’opportunité unique en France d’observer de façon singulière les plantigrades lors de leurs baignades les jours d’été.
- 2007 : une nouvelle installation des pumas, aménagée à l’emplacement des anciens enclos des pumas et des babouins hamadryas, transférés vers la singerie. Adossée à une falaise culminant à une cinquantaine de mètres d’altitude, elle a été inaugurée en novembre 2007. Les 4 félins du parc, longtemps confinés dans une cage 10 fois plus réduite, y disposent désormais de 500 m2 dans un environnement herbeux et rocheux parcouru en son centre d’un ruisseau se jetant dans un bassin, de différents conifères et ont la possibilité d’accéder à une partie de la falaise abrupte décrite précédemment, un fait unique en Europe, offrant un véritable panorama nord-américain aux visiteurs qui ont la possibilité d’observer les animaux à partir de baies vitrées.
- 2007 : création d'une volière, aménagée sur une dizaine de mètres de long, vitrée sur l’une de ses faces qui offre depuis mai 2007 un important espace pour voler à un groupe d’ara chloroptères au milieu d’une dense végétation et d’un important enchevêtrement de branchages.
- 2007-2008 : création d'une volière africaine, deux espèces de grues, la grue demoiselle de Numidie et la grue couronnée noire, cohabitent avec des touraco verts, des ibis sacrés et des tortues grecques au sein d’une vaste volière herbeuse de forme rectangulaire aménagée, superbement agrémentée d’un bassin, de perchoirs, de bosquets d’arbustes locaux et de plantes exotiques.
- 2008 : création de la nouvelle volière des lémuriens, autrefois présentés dans les petites cages de la singerie, les varis noirs et blancs et les makis cattas ont découvert leur nouvel enclos dans lequel ils cohabitent aujourd’hui. Entièrement herbeux, végétalisé et recouvert d’un filet culminant à plusieurs mètres de hauteur, il est entouré de baies vitrées et agrémenté de structures d’escalades et de petites huttes en bois dans lesquelles ils peuvent se réfugier. Un bâtiment accolé à la volière et recouvert de rondin de bois et agrémenté d'une grande baie vitré en plexi qui permet aux visiteurs d'observer aussi ses primates dans leur maison.
- 2008 : agrandissement de la volière des chimpanzés du parc, composé de 3 vieux animaux âgés d’une quarantaine d’années (un mâle et deux femelles), leur nouvelle volière est ainsi 3 fois plus grande. Autrefois confinés dans un espace particulièrement peu approprié à la présentation de grands singes, ils ont découvert en 2008, une nouvelle installation aux aménagements multiples : sol herbeux, cordages, utilisation massive du bois dans les structures d’escalade... Dans le but d’enrichir leur quotidien, un nouveau programme d’enrichissement a été mis en place grâce à l’ajout de boîtes vitrées ou de termitières artificielles.
- 2009 : l’agrandissement de l’enclos des tapirs terrestres, occupé par un groupe reproducteur, a été achevé entre janvier et février. Les animaux disposent désormais d’une surface herbeuse deux fois plus importante qu’auparavant et végétalisée, qui s’est vu accueillir une nouvelle espèce durant l’hiver : le capybara, qui cohabite désormais avec les 3 tapirs sur la plaine.
- 2011 : présentation d'un amphithéâtre sonorisé naturel de 1 000 places assises pour les spectacles de rapaces, hiboux, aigles, faucons, buses... tous ces oiseaux de proie, évoluant librement en pleine nature.
- 2011 : Transformation du grand enclos (1 hectare) des rhinocéros en plaine africaine, la cohabitation s'agrandit, les rhinocéros et les gnou bleus sont ainsi rejoints par des oryx beisa et des springboks. Deux espèces d'antilopes originaires des régions semi-désertiques d'Afrique.
- 2011 : arrivée de 4 ânes sauvages de Somalie confiés dans le cadre du programme d'élevage européen (EEP). Cette espèce est gravement menacée de disparition, il ne subsiste que quelques centaines d'animaux dans la nature. Les 4 jeunes femelles sont visibles dans l'ancien enclos des oryx beisa qui a été entièrement rénové.
- 2012 : rénovation de l'enclos des zèbres de Burchell, agrandissent de l'espace, avec l'ajout d'une nouvelle maison plus moderne, ainsi qu'un nouveau grillage plus esthétique, des nouveaux points d’observations avec de larges fosses ont été créés avec l'agrément de massifs de plantes de la région pour décorer et enrichir le milieu. La nouvelle volière des singes capucins, est plus moderne, naturelle, et spacieuse que l'ancienne. Rénovation de l'enclos des hippopotames, et nouvelle volière pour le milan royal.
- 2013 : au mois d'avril, le parc aménage un nouvel enclos à côté de celui du loup à crinière, pour une nouvelle espèce de carnivore: il s'agit de la hyène rayée, qui est considéré comme plus jolie que ses cousines, les hyène tachetées. Cette espèce est de nature plutôt solitaire ou peut vivre également en couple avec ses petits. Depuis juillet 2013, vous pouvez découvrir aussi une nouvelle espèce originaire d'Amérique du Sud cette fois : des ouistitis à pinceaux blancs ! Ces tout petits singes pèsent moins de 400 grammes pour une longueur maximale de 25 cm. Très vifs, ils explorent leur nouvelle volière...
- 2014 : arrivée de tamanoirs
- 2015 : arrivée de pandas roux
- 2016 : arrivée d'ibis rouges
- 2017 : arrivée de guépards[4]
- 2018 : création et aménagement de la forêt des cerfs élaphes  et aménagement du rocher des macaques.
- 2019 : aménagement d’un nouveau parc pour les loups d’Europe (3 000 m2), puisque leur ancien sera transformé en un nouveau parc à tigre, car le parc prévoit d’en accueillir à nouveau.
- 2019-2020-2021: création et aménagement d'un nouvel enclos pour le retour des tigres, (les premiers tigres étaient dans une ancienne conception, plus petite et moins idéaliste). Dans la nouvelle installation, il y a une grande rivière qui traverse leur parc et qui se jette dans un vaste bassin, et une cascade pour leur bien-être ainsi qu'un grand espace herbeux semi-boisé de 4 000 m2. Cette installation plus moderne est réalisée sur un terrain plat contrairement à l'ancienne qui était pentue et accolée à une falaise. En 2021, un couple de chiens des buissons a pris possession d'un nouvel espace aménagé par l'équipe technique du parc animalier.
- 2021-2022-2023: Création et aménagement dans l'ancien enclos des lamas et des moutons, d'une  vaste zone d'environ 5 000 m2 qui sera dédiée aux différents reptiles.
- 2024 : arrivée d'un dragon de Komodo

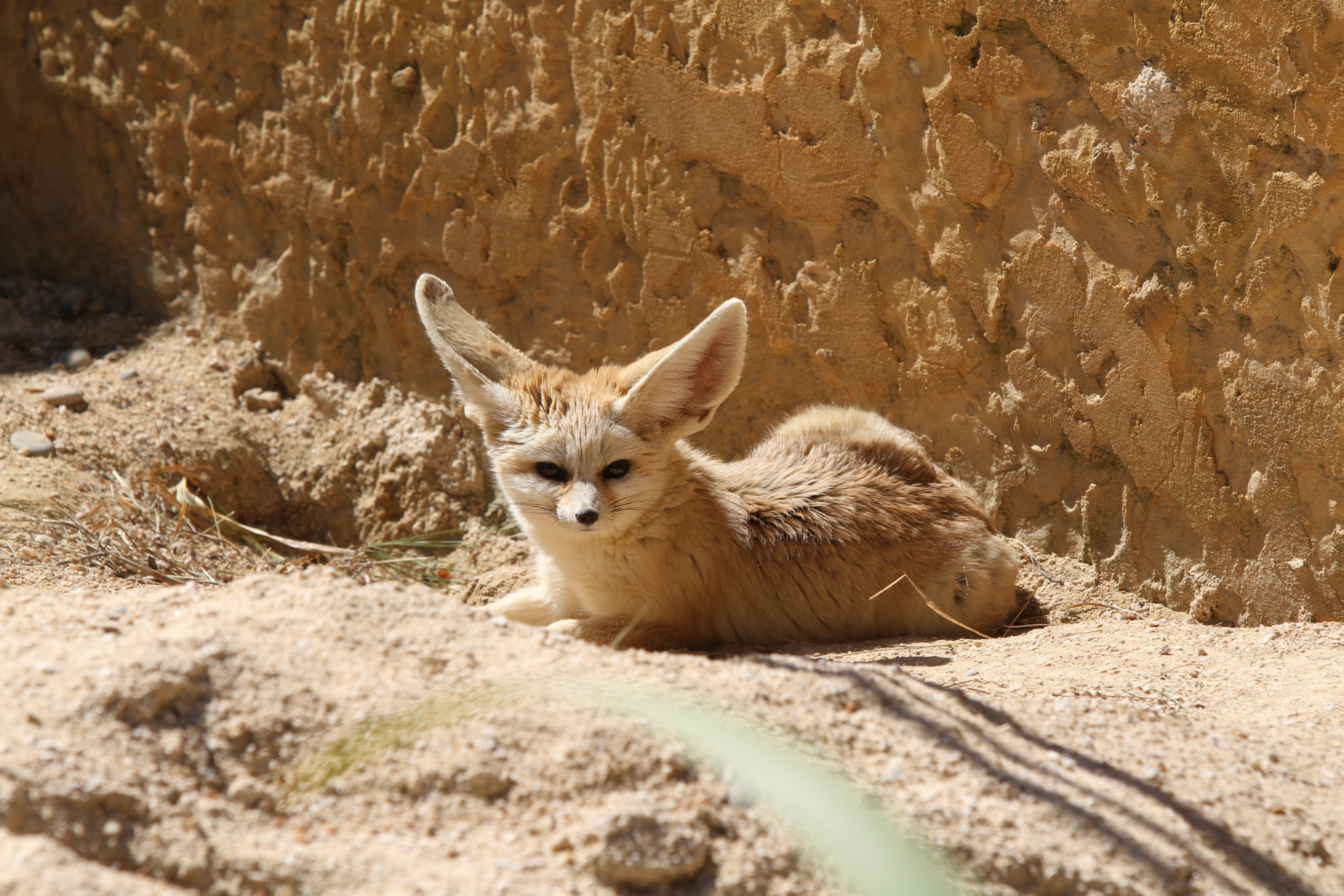
Fennec
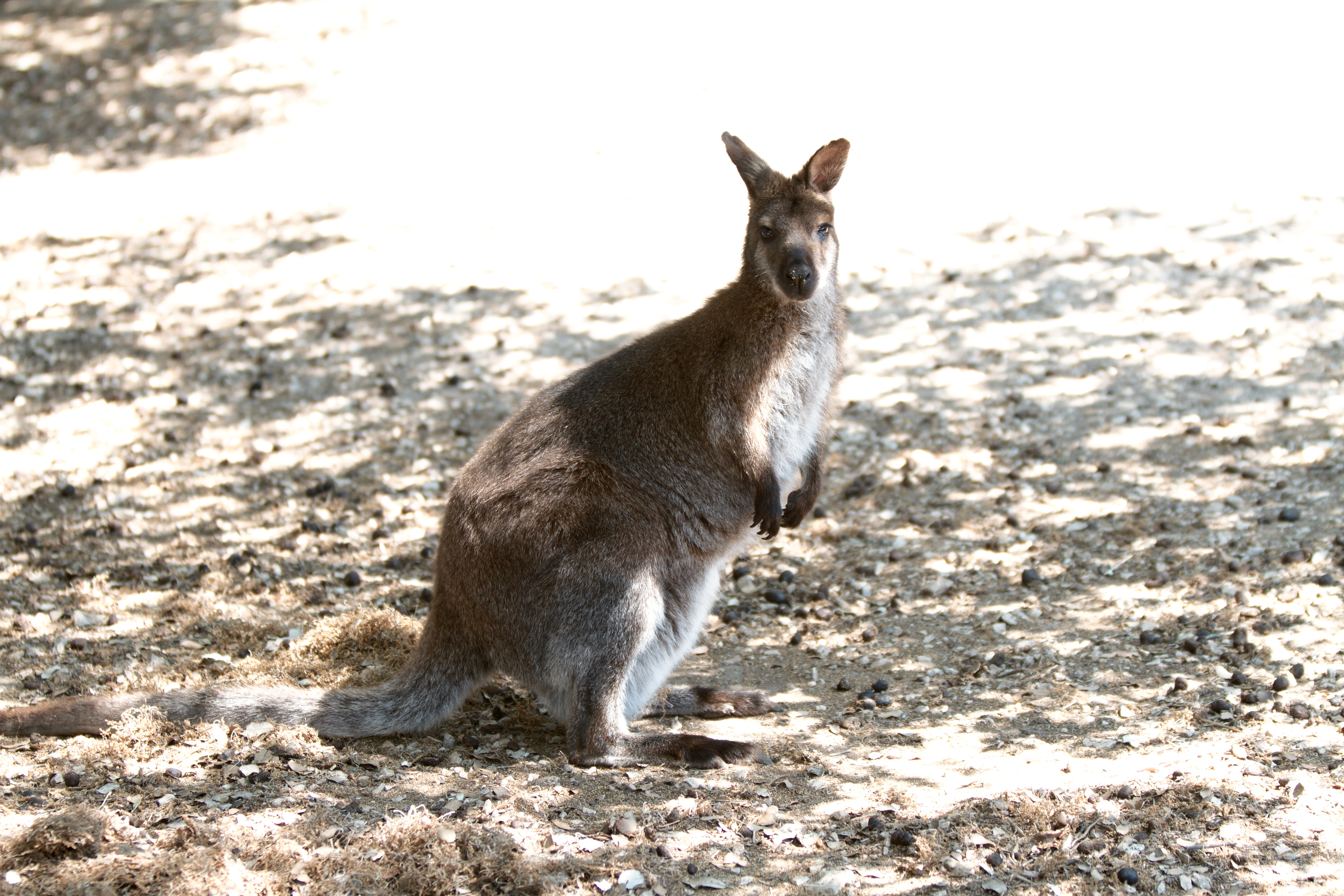
Wallaby à cou rouge
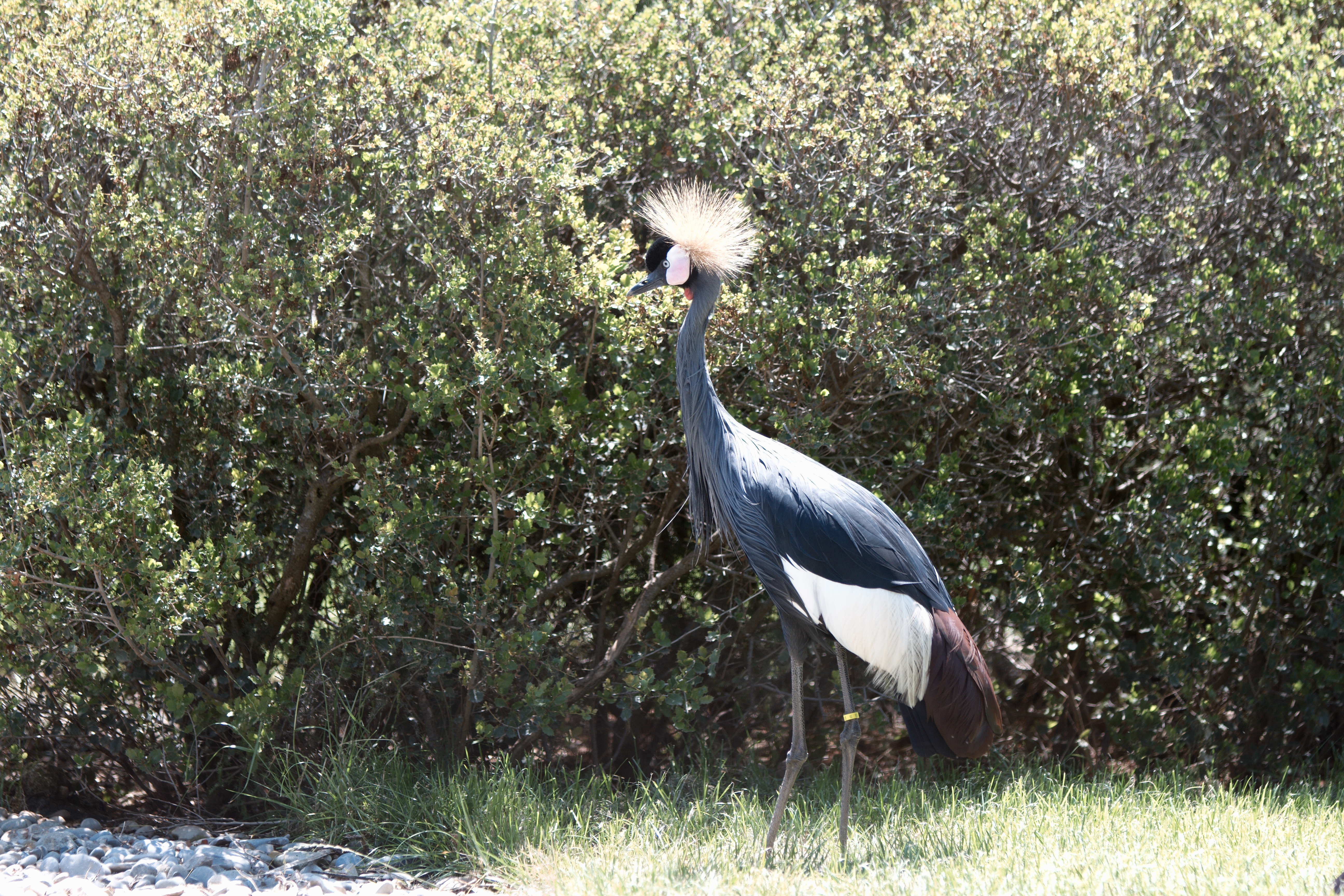
Grue couronnée
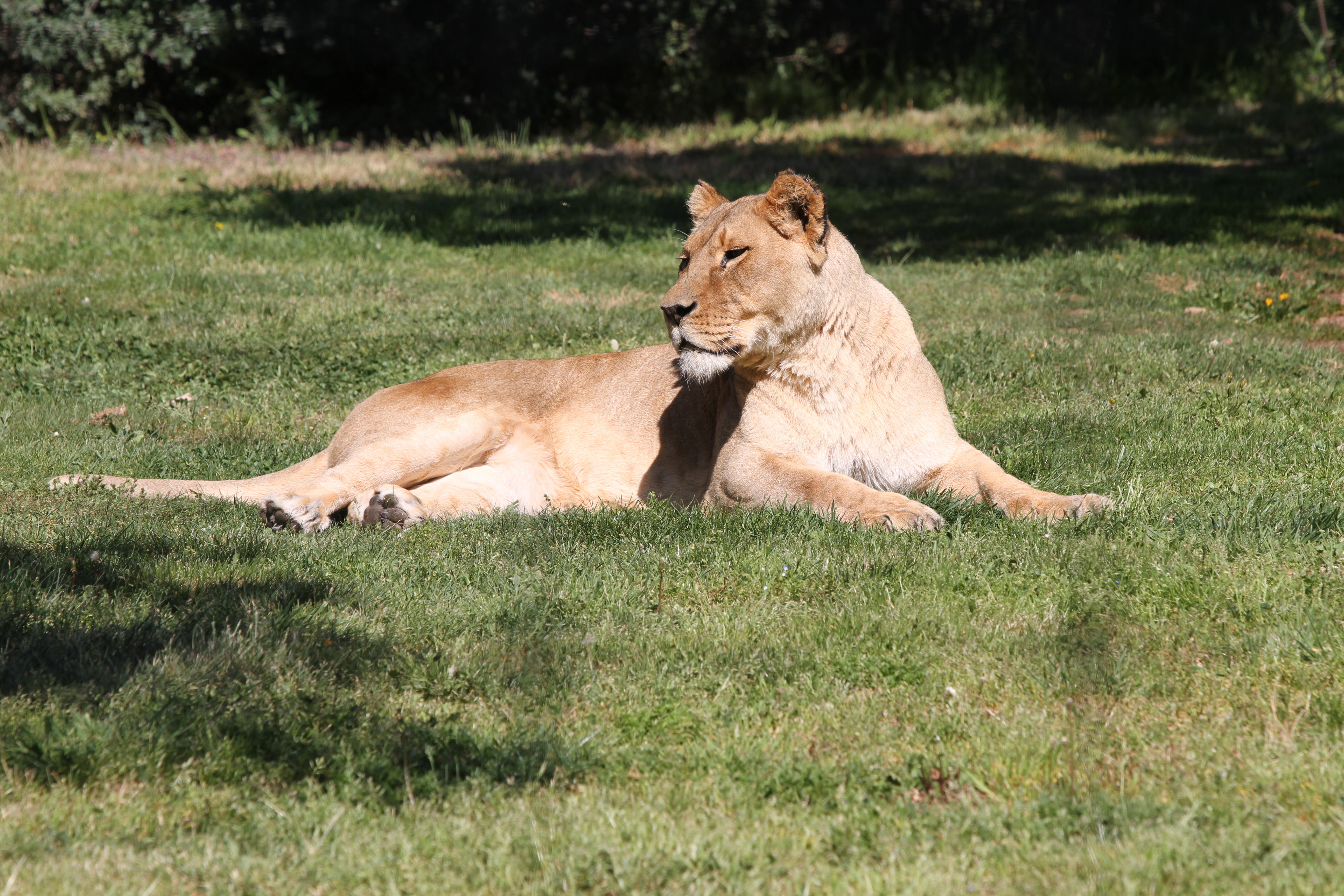
Lionne
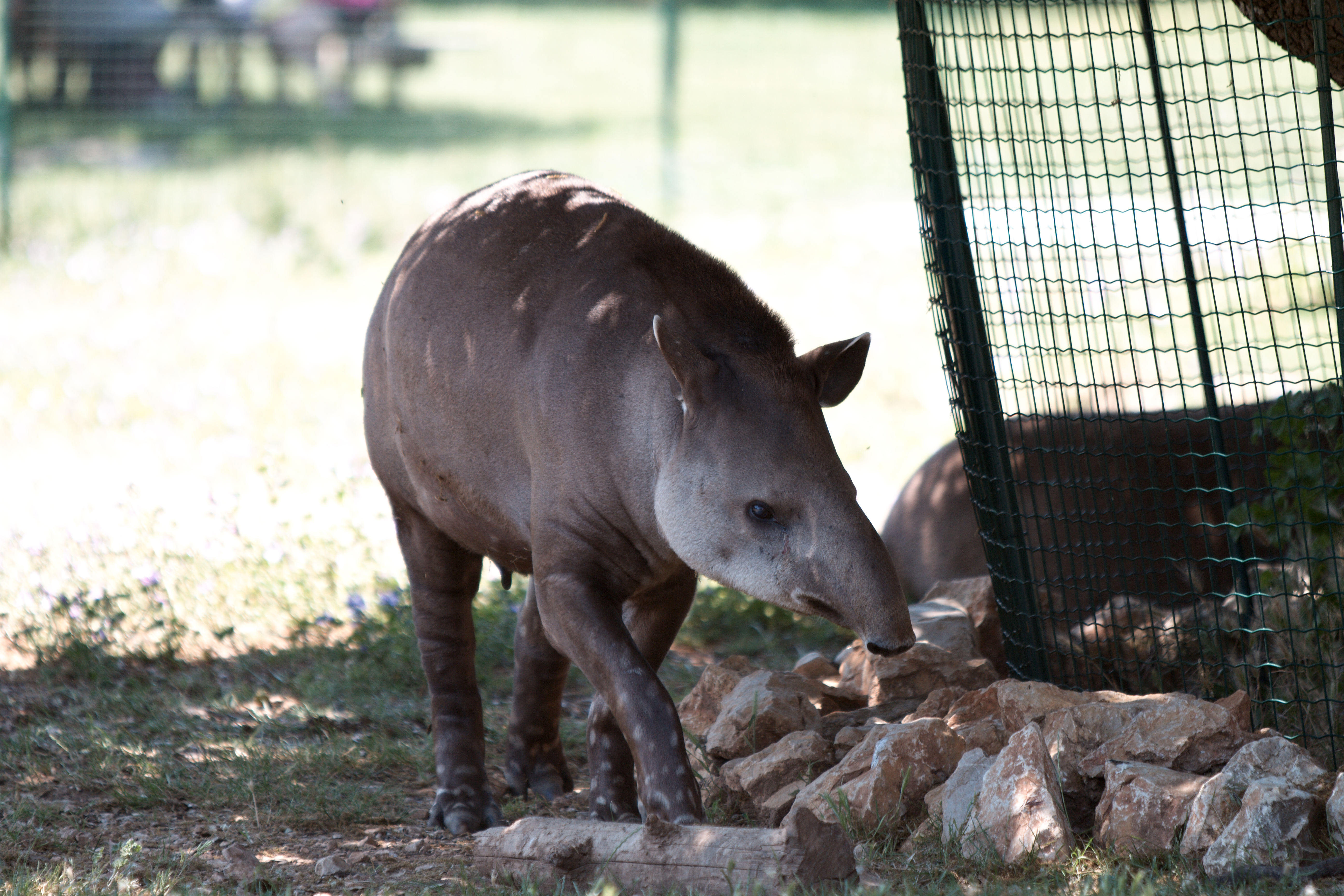
Tapir du Brésil
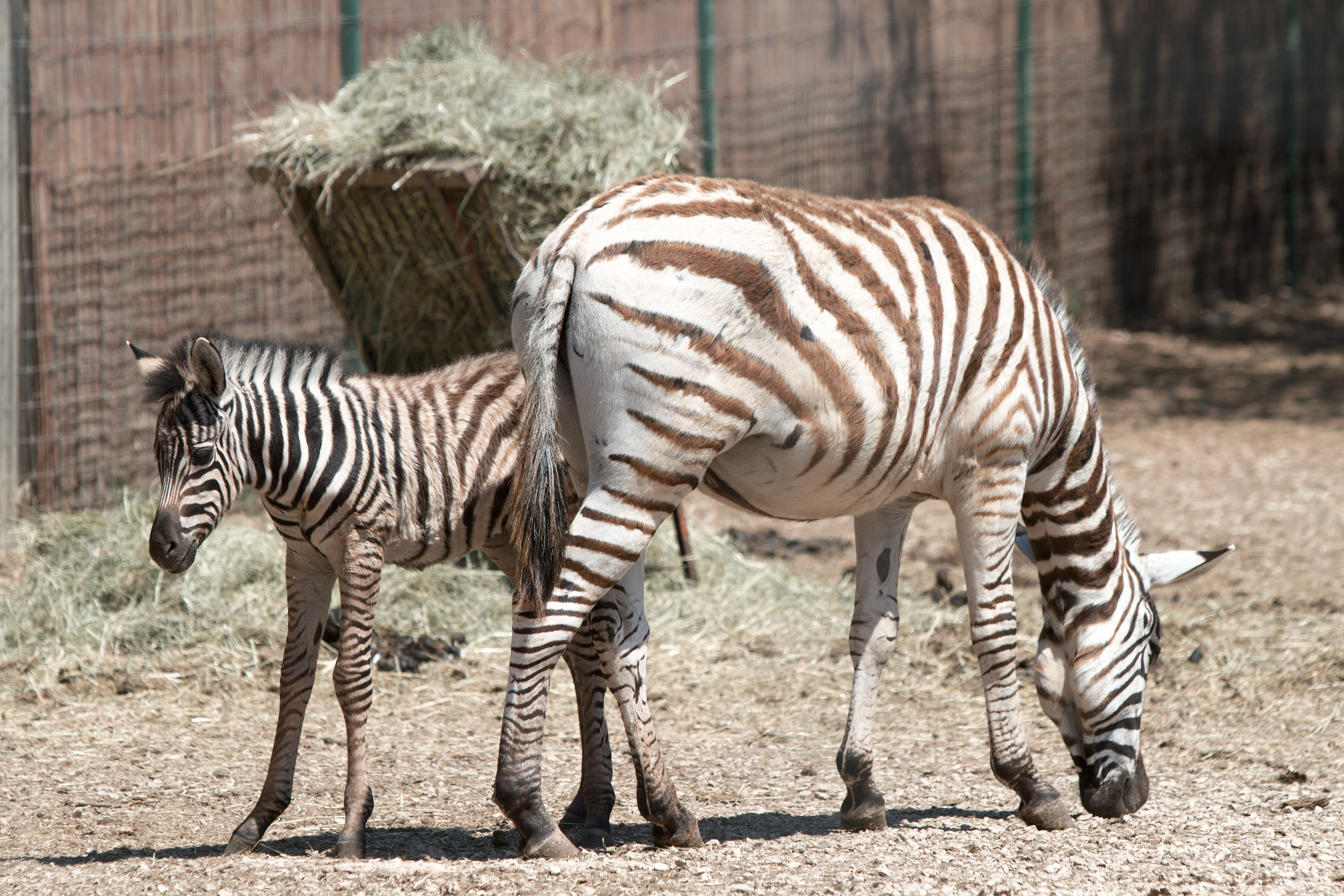
Zèbre de Burchell
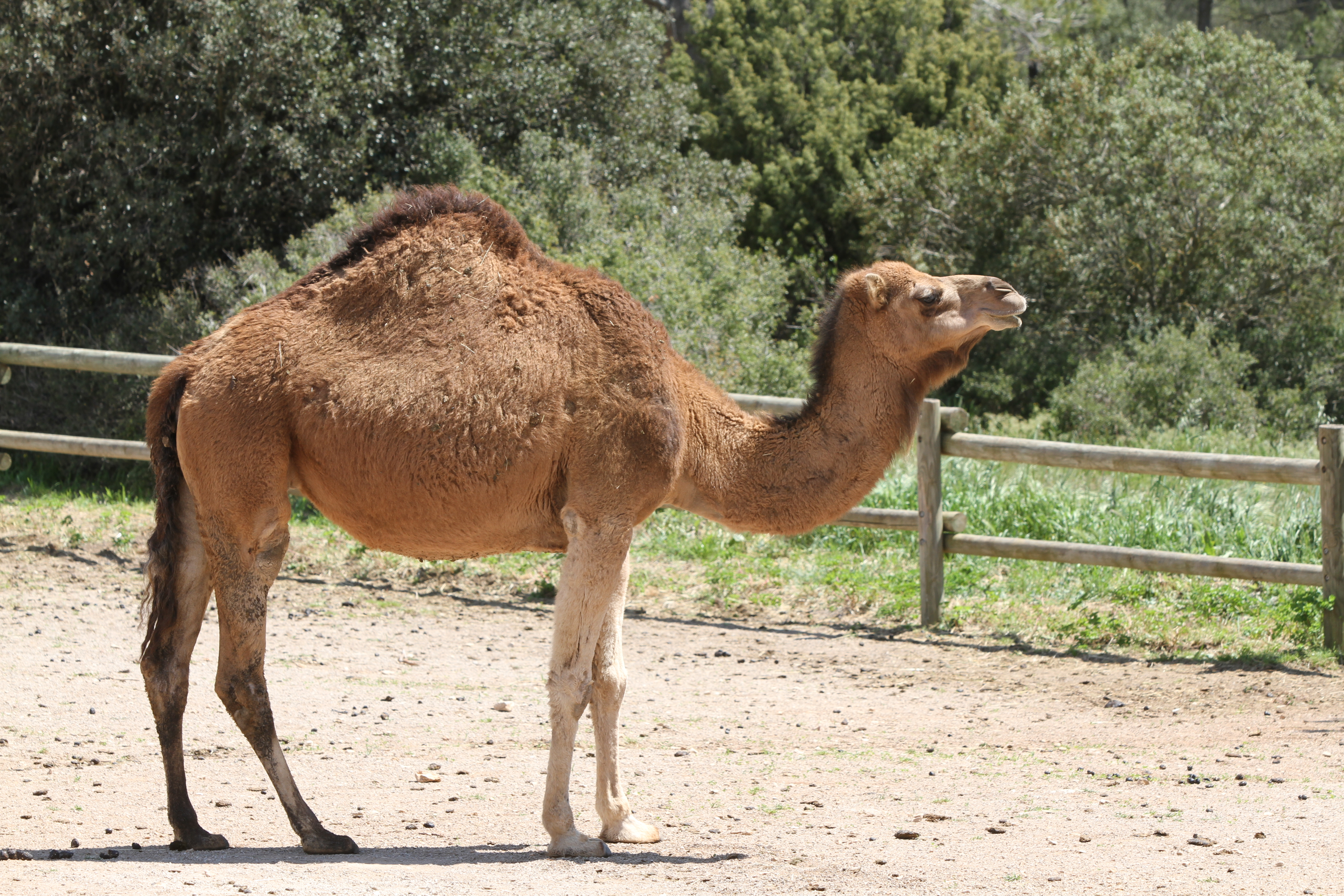
Dromadaire
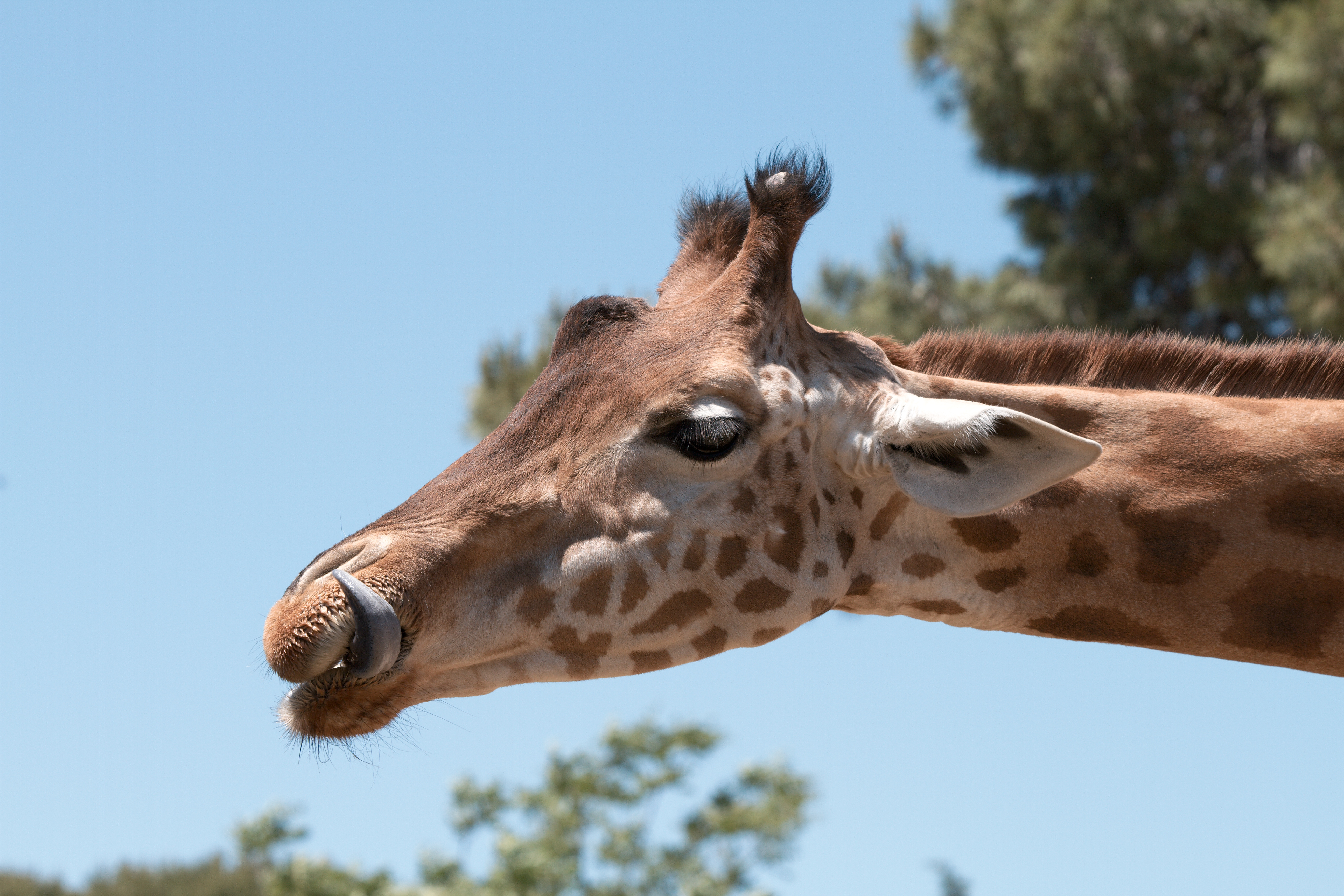
Girafe d'Afrique de l'Ouest
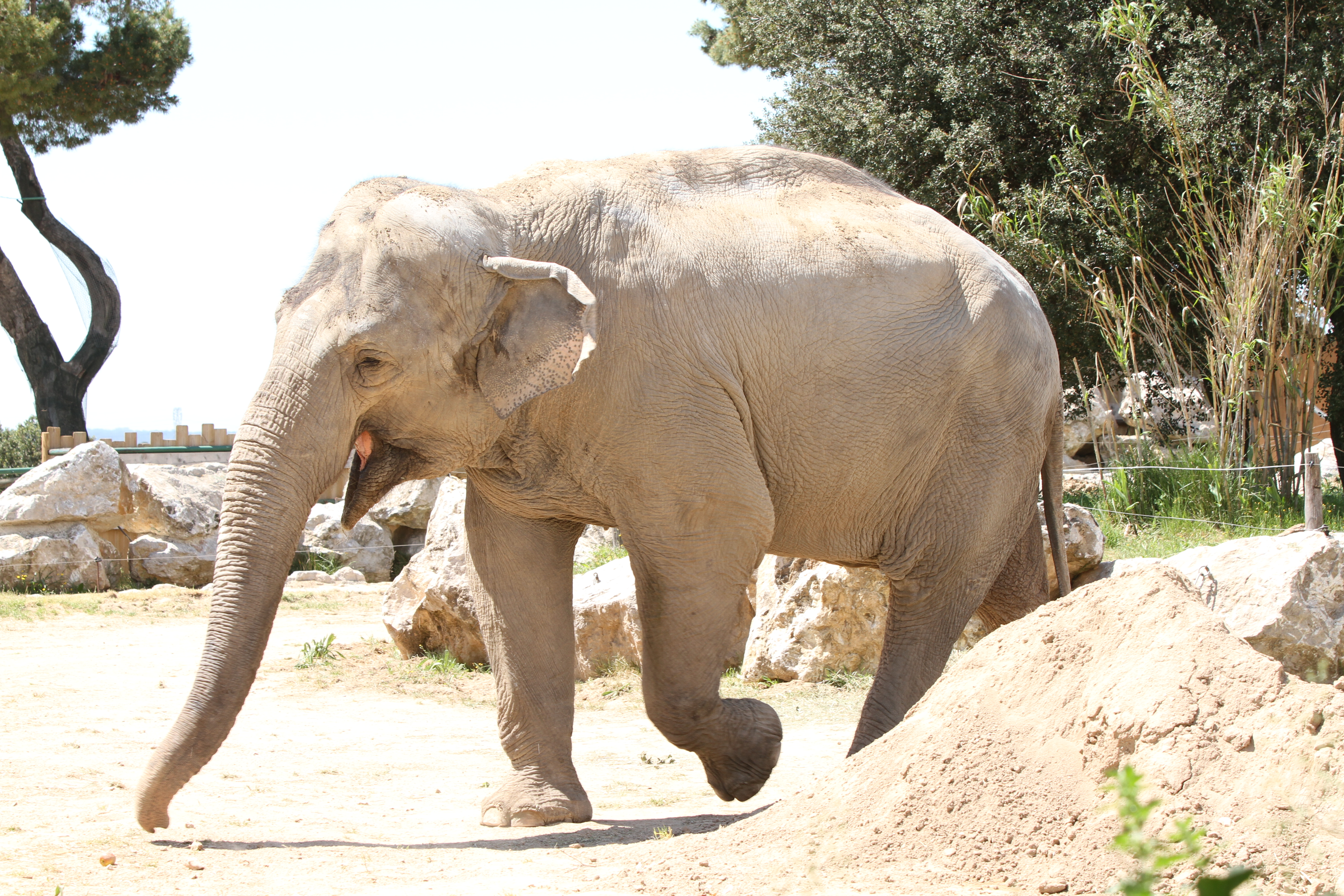
Éléphante d'Asie
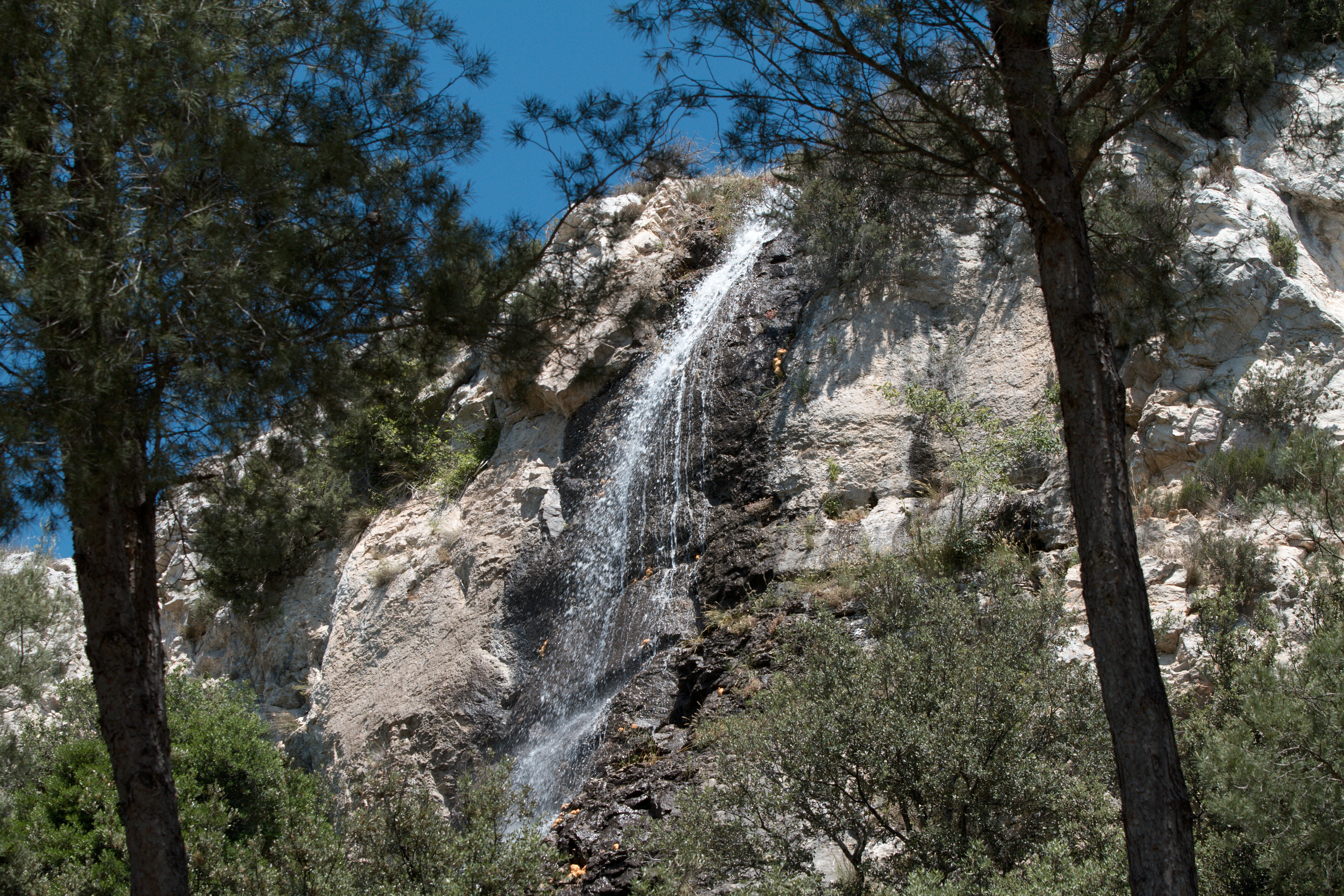
Cascade

## Économie et fréquentation
En 2015 le parc déclare un chiffre d'affaires de 4 760 000 €.
Il affirme être fréquenté par 300 000 visiteurs chaque année. En 2024, il a reçu 315 000 visiteurs[source insuffisante].